# Альваро Гранадос
Альваро Гранадос (ісп. Альваро Гранадос, 8 жовтня 1998) — іспанський ватерполіст.
Чемпіон світу з водних видів спорту 2022 року, призер 2019 року.